# V353 Большого Пса
V353 Большого Пса (лат. V353 Canis Majoris), HD 44573 — одиночная переменная звезда в созвездии Большой Медведицы на расстоянии приблизительно 93,8 световых лет (около 28,8 парсеков) от Солнца. Видимая звёздная величина звезды — от +8,5m до +8,48m.

## Характеристики
V353 Большого Пса — оранжевый карлик, вращающаяся переменная звезда типа BY Дракона (BY) спектрального класса K2,5V. Эффективная температура — около 5223 К.